# Fungia vaughani
Fungia vaughani là một loài san hô trong họ Fungiidae. Loài này được Boschma mô tả khoa học năm 1923.